# A Twist in the Myth
A Twist in the Myth (рус. Мифический поворот) — восьмой студийный альбом немецкой пауэр-метал-группы Blind Guardian, вышедший в 2006 году, первый за четыре года после A Night at the Opera (2002).
A Twist in the Myth был выпущен в нескольких версиях: обычной, диджипак с бонус-треком и ещё одним диском, и изданное ограниченным тиражом издание в виде брошюры с диджипак-версией, медиатор, буклет, сертификат подлинности и автограф.
Две песни с альбома были выпущены синглами: «Fly» и «Another Stranger Me». На последнюю режиссёром Иваном Количем был снят видеоклип в стиле нуар, в нём детектив охотится за маньяком-убийцей, который оказывается его «вторым я». На этом альбоме Ханси Кюрш использует только чистый вокал.

## Список композиций
1. «This Will Never End» — 5:07 
по мотивам книги Вальтера Мёрса «Сумасшедшее путешествие в ночи»
2. «Otherland» — 5:14 
по книгам фантаста Тэда Уильямса из серии «Иноземье»
3. «Turn the Page» — 4:16 
О Викканских обрядах смены времен года. В тексте так же присутствуют отсылки к историческому переходу от язычества к христианству
4. «Fly» — 5:43 
песня о Питере Пэне, Нигдешней стране, феях из сказок Дж. Барри
5. «Carry the Blessed Home» — 4:03 
песня по серии «Тёмная Башня» Стивена Кинга
6. «Another Stranger Me» — 4:36 
песня о раздвоении личности, вдохновленая той же серией
7. «Straight Through the Mirror» — 5:48
8. «Lionheart» — 4:15 
об Одиссее и его нисхождении в Аид
9. «Skalds and Shadows» — 3:13 
о скандинавских скальдах, норнах и сагах
10. «The Edge» — 4:27 
об апостоле Павле
11. «The New Order» — 4:49
12. «All the King’s Horses» — 4:13 (японский бонус-трек) 
по мотивам валлийского эпоса о Талиесине.
13. «Dead Sound of Misery» — 5:18 (бонус-трек в версии digipak, ремейк Fly с другим текстом) 
песня по мотивам Откровения Иоанна Богослова

- Бонус-диск в версии digipak

1. Interview (Deutsch)
2. Interview (English)
3. Blind Guardian Media Player

- Бонусы специального издания

1. «Market Square» (Demo) — 5:51

- «Dead Sound of Misery» — альтернативная, более мрачная версия «Fly».
- «All the King’s Horses» также доступна на сингле Another Stranger Me.
- «Market Square» это демоверсия песни «Straight Through the Mirror» и присутствует лишь на ограниченном издании альбома.

## Участники записи
- Ханси Кюрш (вокал)
- Андре Ольбрих (ведущая-гитара)
- Маркус Зипен (ритм-гитара)
- Фредерик Эмке (ударные, перкуссия, флейта, волынка)

Приглашённые музыканты
- Оливер Хользварт (бас)
- Martin G. Meyer и Pat Benzer (клавишные)